# Partido Social Liberal (Brasil)
El Partido Social Liberal fue un partido político conservador y derechista de Brasil. Fue fundado el 30 de octubre de 1994 y se registró en el Tribunal Superior Electoral el 2 de junio de 1998.
En las elecciones legislativas, el 6 de octubre de 2002, el partido ganó 1 de 513 escaños en la Cámara de Diputados y ningún escaño en el Senado. En 2006 no ganó ningún escaño en la Cámara de Diputados o el Senado. En 2010, el partido ganó 1 escaño en la Cámara de Diputados y no hubo escaños en el Senado.
En 2018 Jair Bolsonaro fue el candidato del partido a la presidencia de la República, resultando el más votado en la primera vuelta de las elecciones presidenciales, el 7 de octubre de 2018, y en la segunda vuelta, llevada a cabo el 28 de octubre de ese año, Bolsonaro resulta elegido Presidente de la República Federativa de Brasil para el período 2019-2023. Además en las elecciones de ese mismo año el PSL obtuvo 4 escaños en el Senado y 52 en la Cámara de Diputados.

## Historia
El partido fue fundado en 1994 por el empresario Luciano Bivar, originalmente como un partido político socioliberal.
En 2015, el PSL se sometió a una reforma encabezada por el ala interna socioliberal "Livres", con nombres como el politólogo Fábio Ostermann y el periodista Leandro Narloch reforzando la afiliación del partido con las políticas socioliberales. Sin embargo, el 5 de enero de 2018, el polémico político derechista Jair Bolsonaro se convirtió en miembro del partido, lo que llevó al ala "Livres" a abandonar el partido en protesta por los puntos de vista social conservadores de Bolsonaro. Después de la salida de Livres, el partido siguió un camino nacional-conservador. Desde entonces, el partido ha discutido un cambio de nombre, ya sea a "Republicanos" o "Movilizar" (Mobiliza). El partido también cambió sus colores de púrpura a los más nacionalistas azul, amarillo y verde, los colores de la bandera de Brasil.
El partido apoyó la destitución de la presidenta Dilma Rousseff.
El 29 de octubre de 2018, Bivar fue reelegido como presidente del partido. El 12 de noviembre de 2019, Bolsonaro anunció su salida del partido luego de tener desacuerdos con el ejecutivo nacional.
El 6 de febrero de 2021 se anunció la unión de los miembros del Partido Social Liberal con los del partido Demócratas, creándose el partido Unión Brasil. Tras ser este último aceptado por el Tribunal Superior Eleitoral, el 8 de febrero de 2022, el Partido Social Liberal se disolvió.

## Organización

### Ideología y políticas
Desde la entrada de Bolsonaro en el partido, el partido ha cambiado gran parte de sus ideologías, abandonando sus antiguas políticas socioliberales manteniendo sus políticas económicas liberales, apoyando la privatización y descentralización mientras que al mismo tiempo adopta políticas conservadoras sociales con respecto al aborto, legalización de la marihuana y la enseñanza de la identidad de género en las escuelas.
El partido fue abiertamente anticomunista, y sus miembros tenían prohibido hacer alianzas con los partidos políticos de izquierda.

## Resultados electorales

### Elecciones presidenciales
|  | 0.1 % |

|  | 21.3 % |

|  | 46.03 % |

|  | 55.13 % |

### Elecciones parlamentarias
|  | 0.5 % |

|  | 0.3 % |

|  | 0.5 % |

|  | 0.8 % |

|  | 11.7 % |